# Atal Bihari Vajpayee
Atal Bihari Vajpayee (sinh 25 tháng 12 năm 1924 – 16 tháng 8 năm 2018) là chính trị gia Ấn Độ giữ chức Thủ tướng Ấn Độ thứ 10, ba nhiệm kỳ với tư cách là Thủ tướng thứ 10 của Ấn Độ, nhiệm kỳ đầu tiên là nhiệm kỳ 13 ngày vào năm 1996, sau đó là nhiệm kỳ 13 tháng từ năm 1998 đến năm 1999, tiếp theo là nhiệm kỳ đầy đủ từ năm 1999 đến năm 2004.Là một lãnh đạo Đảng Bharatiya Janata (BJP), ông là Thủ tướng đầu tiên ngoài Đảng Quốc Đại Ấn Độ phục vụ đủ nhiệm kỳ 5 năm. Ở tuổi 93, Vajpayee là cựu Thủ tướng Ấn Độ cao tuổi nhất.